# Klei van Hergenrath
De Klei van Hergenrath is een laag in de ondergrond van Nederlands Zuid-Limburg en het omringende gebied in Duitsland en België. Het Klei van Hergenrath is onderdeel van de Formatie van Aken en stamt uit het Krijt (het Santonien).
Deze kalksteenlaag is vernoemd naar Hergenrath.

## Stratigrafie
Normaal gesproken ligt de Klei van Hergenrath boven op oudere Carboon-lagen (zoals de Formatie van Epen) en onder het jongere Zand van Aken (uit de Formatie van Vaals). Tussen de lagen Aken en Hergenrath bevindt zich de Horizont van Schampelheide. Tussen de zandlagen Hergenrath en de Carboon-lagen bevindt zich de Horizont van Hergenrath.

## Klei
De typelocatie van de Klei van Hergenrath is de Groeve Schampelheide bij Hauset.